# Réservoir Sam Rayburn
Le Réservoir Sam Rayburn est un lac artificiel de barrage situé au Texas à environ 130 km au nord de Beaumont. Il est alimenté par l'Angelina River, le principal affluent de la rivière Neches. Sa capacité est de 4,9 km³ et il est le plus grand lac entièrement situé au Texas. Il est placé sous la responsabilité des United States Army Corps of Engineers. Il fut créé en 1966.